# Francesco Marucelli
Francesco Marucelli (Firenze, 1º marzo 1625 – Roma, 29 luglio 1703) è stato un abate, bibliografo e bibliofilo italiano.

## Biografia

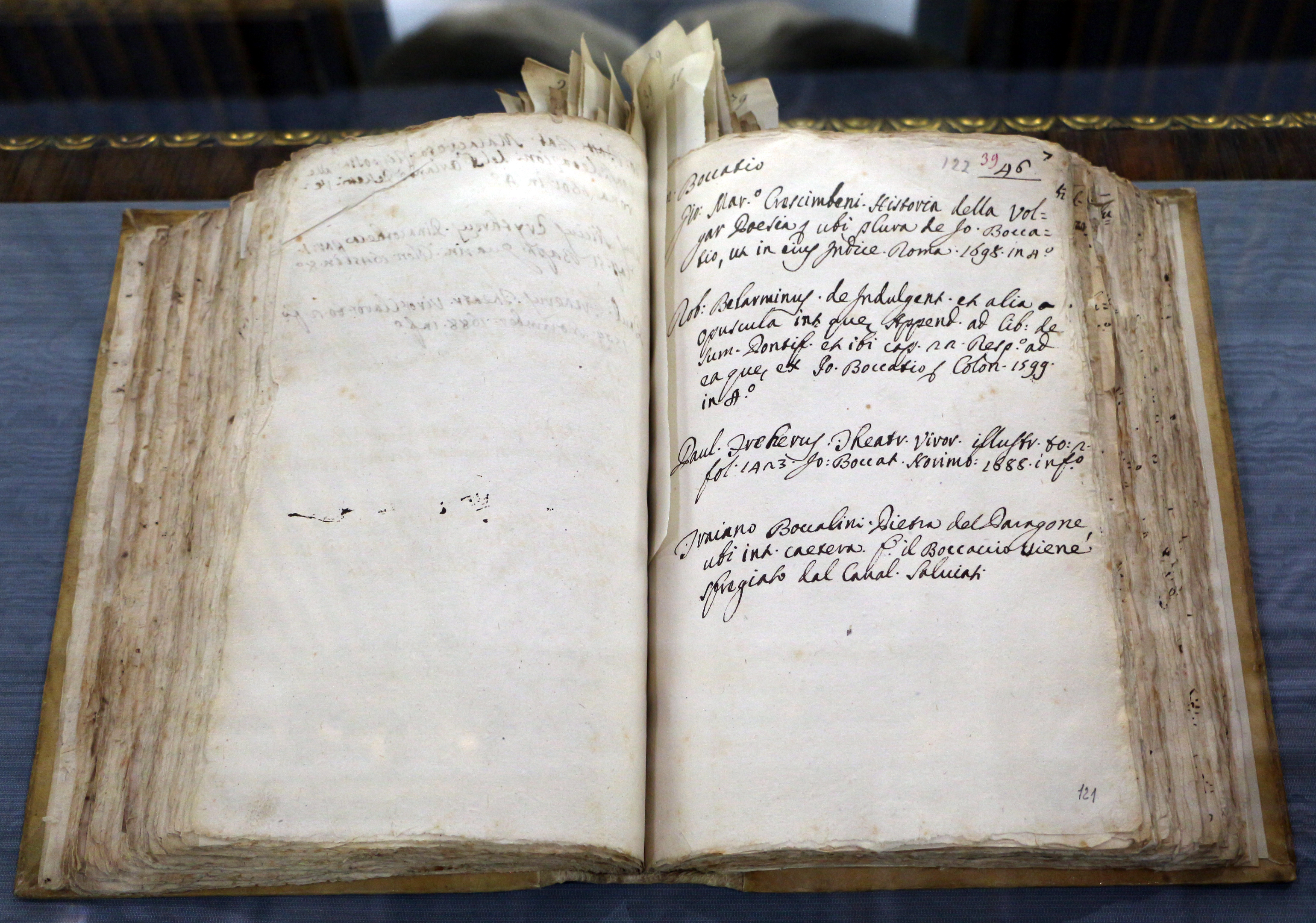
Mare magnum omnium materiarum, 1701

Francesco Marucelli nacque a Firenze il 1º marzo 1625 da Alessandro di Francesco e da Elisabetta di Orazio Monterappoli. Laureatosi in utroque iure all'Università di Pisa il 29 marzo 1647, passò a Roma, dove visse caro alla corte papale e agli studiosi. Risiedette a Roma fino alla morte. Nel 1691 fu annoverato fra gli Arcadi con il nome di Cleodamo Tiunteo.
Era di famiglia nobile e ricca; ma, senza aspirare a onori, si diede a raccogliere migliaia di libri di ogni materia, da cui ricavò varie compilazioni rimaste inedite, e soprattutto una grandiosa bibliografia di erudizione che intitolò Mare magnum omnium materiarum. Quest'opera di prodigiosa dottrina contiene, con accurate indicazioni, la bibliografia di circa seimila argomenti dei più svariati, e fu riordinata a cura del nipote Alessandro, in 111 volumi manoscritti, ora nella Biblioteca Marucelliana di Firenze. La quale deve appunto alla munificenza del Marucelli la sua origine: poiché egli dispose per testamento che tutti i suoi libri fossero portati a Firenze e che a sue spese si costruisse una pubblica biblioteca presso il palazzo della sua famiglia. La biblioteca fu compiuta e aperta nel 1752 dal nipote del fondatore, Alessandro Marucelli (1672-1751), il quale donò anche i propri libri e nominò bibliotecario Angelo Maria Bandini, che resse la Biblioteca per circa cinquant'anni, ed ebbe in seguito un incremento notevole con l'acquisizione dei fondi degli Ordini religiosi soppressi.

## Opere
Tra le sue opere va ricordato il Mare Magnum, una grandiosa opera bibliografica in 111 volumi che indicizzava dividendo per soggetti il sapere universale di allora. Quest'opera monumentale è conservata in forma manoscritta alla Marucelliana e fu ordinata e pubblicata dal nipote Alessandro.
Marucelli tradusse in esametri latini la prima Olimpica di Pindaro (Firenze, Biblioteca Marucelliana, Misc., 76.1, 1) e volgarizzò e continuò il De vita solitaria di Francesco Petrarca (Ibid., Mss., C.198, I, cc. 1-126: volgarizzamento; II, cc. 127r-212r: continuazione; entrambi autografi).